# Tamara Mello
Tamara Beccam Mello (Condado de Orange, California, 22 de febrero de 1976) es una actriz estadounidense de ascendencia francesa, portuguesa y latina.
Comenzó su carrera en 1993 con apariciones en varios programas y películas. Ha aparecido en las series de televisión Seventh Heaven, Boys Meets World y Diagnóstico: Asesinato, y en las películas The Brady Bunch Movie y Alguien como tú.
En 1999 apareció en la serie de televisión Popular como Lily, la vegetariana políticamente correcta. Desde que terminó la serie, ha trabajado de forma esporádica y limitada principalmente a apariciones como invitada en programas televisivos. Aparecerá en la próxima comedia de CBS Worst Week.
Entre enero y febrero de 2009 apareció en anuncios publicitarios para televisión de T-Mobile Blackberry Pearl Flip, que hacen campaña contra el "tope de marcación".

## Filmografía

### Películas
| Year | Title                            | Role              | Notes |
| ---- | -------------------------------- | ----------------- | ----- |
| 1993 | The Making of '...And God Spoke' | Dial S Woman      |       |
| 1995 | The Brady Bunch Movie            | Stacy             |       |
| 1995 | Tom and Huck                     | Townspeople       |       |
| 1996 | Scorpion Spring                  | Girl in Alley     |       |
| 1997 | Infidelity/Hard Fall             | Lola              |       |
| 1997 | The Beautician and the Beast     | Consuela          |       |
| 1998 | Get a Job                        | Rachel/Con Artist |       |
| 1998 | Overnight Delivery               | Marita            |       |
| 1999 | Carlo's Wake                     | Gwen Brock        |       |
| 1999 | She's All That                   | Chandler          |       |
| 2000 | Spanish Judges                   | Mars Girl         |       |
| 2000 | Rave                             | Nette             |       |
| 2001 | Tortilla Soup                    | Maribel Naranjo   |       |
| 2002 | Scream at the Sound of the Beep  | Tori              |       |
| 2004 | Clean                            | Audrey            |       |

### Televisión
| Year      | Title                 | Role           | Notes                                              |
| --------- | --------------------- | -------------- | -------------------------------------------------- |
| 1996      | 7th Heaven            | Tia Jackson    | Episode: "Now You See Me"                          |
| 1997      | Diagnosis Murder      | Maria Moreno   | Episode: "Blood Brothers Murder"                   |
| 1997      | Boy Meets World       | Sherri         | Episode: "Cult Fiction"                            |
| 1997–1998 | Nothing Sacred        | Rachel         | 20 episodes                                        |
| 1999      | Zoe                   | Angela         | Episode: "Everything You Wanted to Know About Zoe" |
| 1999–2001 | Popular               | Lily Esposito  | 43 episodes                                        |
| 2002      | Miss Miami            |                | TV movie                                           |
| 2003      | The Law and Mr. Lee   | Toni Delgado   | TV movie                                           |
| 2004      | JAG                   | Elisa Cumpeano | Episode: "Good Intentions"                         |
| 2004      | Strong Medicine       | Dr. Burke      | Episode: "Life in the Balance"                     |
| 2004      | Hawaii                |                | Episode: "Almost Paradise"                         |
| 2004      | What I Like About You | Nikki          | Episode: "We'll Miss Gittle a Little"              |
| 2007      | Psych                 | Amanda         | Episode: "From the Earth to Starbucks"             |
| 2008      | Worst Week            | Nicky          | Episode: "Pilot"                                   |
| 2013      | The Mentalist         | Lily Soto      | Episode: "Red Letter Day"                          |